# Campionatul Mondial de Scrimă din 1955
Campionatul Mondial de Scrimă din 1955 s-a desfășurat la Roma în Italia.

## Rezultate

### Masculin
| Probă                 | Aur | Argint | Bronz                                                                                               |
| Spadă la individual   | Giorgio Anglesio (ITA)                                                                                            | Franco Bertinetti (ITA)                                                                                       | Carlo Pavesi (ITA)                                                                                  |
| Spadă pe echipe       | Italia Giorgio Anglesio Franco Bertinetti Giuseppe Delfino Edoardo Mangiarotti Carlo Pavesi Alberto Pellegrino    | Ungaria · Lajos Balthazár · Barnabás Berzsenyi · József Marosi · Ambrus Nagy · Béla Rerrich · József Sákovics | Suedia Per Carleson Sven Fahlman Carl Forssell Bengt Ljungquist Berndt-Otto Rehbinder Nils Rydström |
| Floretă la individual | József Gyuricza (HUN)                                                                                             | Christian d'Oriola (FRA)                                                                                      | Jacques Lataste (ITA)                                                                               |
| Floretă pe echipe     | Italia Giancarlo Bergamini Luigi Carpaneda Manlio Di Rosa Vittorio Lucarelli Edoardo Mangiarotti Antonio Spallino | Ungaria · Mihály Fülöp · József Gyuricza · József Marosi · Kazmer Pacsery · Bertalan Szöcs · Endre Tilli      | Marea Britanie Harry Cooke William Hoskyns Allan Jay René Paul Osmund Reynolds                      |
| Sabie la individual   | Aladár Gerevich (HUN)                                                                                             | Rudolf Kárpáti (HUN)                                                                                          | Renzo Nostini (ITA)                                                                                 |
| Sabie pe echipe       | Ungaria · Aladár Gerevich · Jenő Hámori · Rudolf Kárpáti · Attila Keresztes · Pál Kovács · Endre Palócz           | Polonia Giuseppe Comini Gastone Darè Roberto Ferrari Arturo Montorsi Luigi Narduzzi Renzo Nostini             | Uniunea Sovietică Leonid Bogdanov Evgeny Cerepovski Lev Kuznețov Iakov Rîlski David Tîșler          |

### Feminin
| Probă                 | Aur | Argint | Bronz                                                                                                |
| Floretă la individual | Lídia Dömölky-Sákovics (HUN)                                                                                          | Bruna Colombetti (ITA)                                                                                      | Ilona Elek (HUN)                                                                                     |
| Floretă pe echipe     | Ungaria · Lídia Dömölky-Sákovics · Ilona Elek · Margit Elek · Katalin Kiss · Magdolna Nyári-Kovács · Zsuzsanna Morvay | Franța Kate Bernheim Renée Garilhe Jacqueline Lorient Françoise Mailliard Jacqueline Thomas Régine Véronnet | Italia Irene Camber Velleda Cesari Bruna Colombetti Vera Mantovani Leopolda Predaroli Silvia Strukel |

## Clasament pe medalii
| Loc | Țară              | Aur | Argint | Bronz | Total |
| --- | ----------------- | --- | ------ | ----- | ----- |
| 1   | Ungaria           | 5   | 2      | 2     | 9     |
| 2   | Italia            | 3   | 3      | 3     | 9     |
| 3   | Franța            | 0   | 3      | 1     | 4     |
| 4   | Marea Britanie    | 0   | 0      | 1     | 1     |
| 4   | Uniunea Sovietică | 0   | 0      | 1     | 1     |